# Stylopauropus simplus
Stylopauropus simplus är en mångfotingart som beskrevs av Hilton 1930. Stylopauropus simplus ingår i släktet skaftfåfotingar, och familjen fåfotingar. Inga underarter finns listade i Catalogue of Life.